# Edmonton–Riverview
Circonscription électorale provinciale du Canada
Edmonton-Riverview est une circonscription électorale provinciale de l'Alberta (Canada), située dans le centre-ouest d'Edmonton. La circonscription se trouve sur les deux côtés de la Rivière Saskatchewan Nord, dont elle prend son nom (vue de la rivière).

## Liste des députés
| Années | Années         | Député         | Parti politique           |
| ------ | -------------- | -------------- | ------------------------- |
|        | 1997 - 2001    | Linda Sloan    | Libéral                   |
|        | 2001 - 2004    | Kevin Taft     | Libéral                   |
|        | 2004 - 2008    | Kevin Taft     | Libéral                   |
|        | 2008 - 2012    | Kevin Taft     | Libéral                   |
|        | 2012 - 2015    | Steve Young    | Progressiste-conservateur |
|        | 2015 - présent | Lori Sigurdson | Néo-démocrate             |